# San Severino Blues
Il San Severino Blues. a volte chiamato anche San Severino Blues Festival oppure San Severino Blues Marche Festival, è una manifestazione musicale nata a San Severino Marche, in provincia di Macerata, nel 1991.
Il festival, nacque con l'intento di mettere in luce lo stato precario del Castello al Monte, che allora necessitava di restauri. Le prime edizioni del festival si svolsero quindi nel Piazzale Smeducci del Castello al Monte di San Severino Marche, per poi espandersi negli anni fino a coinvolgere molti dei comuni circostanti.
Il primo concerto fuori comune fu quello di Rosita Steal “Zida”, tenutosi nella Rocca Varano di Gagliole durante la VII^ edizione del festival del 1998. Nel tempo poi hanno aderito al festival i comuni di Treia, Appignano, Tolentino, Civitanova Marche, Pollenza, Castelraimondo, Cingoli, Jesi, Castelfidardo, Maiolati Spontini, Cupramontana, Apiro, Matelica, Corridonia, Pieve Torina, Esanatoglia e Nocera Umbra
Nel corso degli anni, sono molti gli artisti passati per il festival e tra questi Patty Smith, Carmen Consoli, Scott Henderson, Hiram Bullock, Lester Bowie's Brass Fantasy, Andy J. Forest, Roberto Ciotti, Sud Sound System, Treves Blues Band, Nine Below Zero, Linda Valori e molti altri.

## Edizioni

### 1991 - I^ edizione
| Data           | Città               | Location                              | Line up                                                |
| -------------- | ------------------- | ------------------------------------- | ------------------------------------------------------ |
| 24 luglio 1991 | San Severino Marche | Piazzale Smeducci a Castello al Monte | Lester Bowie's Brass Fantasy                           |
| 25 luglio 1991 | San Severino Marche | Piazzale Smeducci a Castello al Monte | Devil (special guest) + Andy J Forest band             |
| 26 luglio 1991 | San Severino Marche | Piazzale Smeducci a Castello al Monte | Claudio Di Nicola with Body & Soul + Rudy’s Blues band |
| 27 luglio 1991 | San Severino Marche | Piazzale Smeducci a Castello al Monte | All The Blues + Roberto Ciotti                         |

### 1992 - II^ edizione
| Data           | Città               | Location                              | Line up                                                                 |
| -------------- | ------------------- | ------------------------------------- | ----------------------------------------------------------------------- |
| 23 luglio 1992 | San Severino Marche | Piazzale Smeducci a Castello al Monte | Musikè (special guest) + Excalibur Big Band                             |
| 24 luglio 1992 | San Severino Marche | Piazzale Smeducci a Castello al Monte | The Dunn-Packer Band + Herbie Goins meets Guido Toffoletti Blues Sociey |
| 25 luglio 1992 | San Severino Marche | Piazzale Smeducci a Castello al Monte | Michael Coleman Chicago Blues band                                      |
| 26 luglio 1992 | San Severino Marche | Piazzale Smeducci a Castello al Monte | Sud Sound System                                                        |

### 1993 - III^ edizione
| Data           | Città               | Location                              | Line up                            |
| -------------- | ------------------- | ------------------------------------- | ---------------------------------- |
| 3 luglio 1993  | San Severino Marche | Piazzale Smeducci a Castello al Monte | Bill Thomas band + Keith Dunn band |
| 18 luglio 1993 | San Severino Marche | Piazzale Smeducci a Castello al Monte | Margareth Menezes                  |
| 7 agosto 1993  | San Severino Marche | Piazzale Smeducci a Castello al Monte | Ranzie Menzah                      |

### 1994 - IV^ edizione
| Data  | Città               | Location                              | Line up       |
| ----- | ------------------- | ------------------------------------- | ------------- |
| - - - | San Severino Marche | Piazzale Smeducci a Castello al Monte | J. J. Sansone |
| - - - | San Severino Marche | Piazzale Smeducci a Castello al Monte | Sharon Clarke |
| - - - | San Severino Marche | Piazzale Smeducci a Castello al Monte | Cinzia Gizzi  |

### 1996 - V^ edizione
| Data           | Città               | Location                              | Line up |
| -------------- | ------------------- | ------------------------------------- | --- |
| 27 giugno 1996 | San Severino Marche | Piazzale Smeducci a Castello al Monte | Phillip Walker band |
| 28 giugno 1996 | San Severino Marche | Piazzale Smeducci a Castello al Monte | Concorso per band blues: Joe Caruso, R.A.P.P.’S, Tobacco Road, Poison Whisky, Corradetti & De Signoribus, Flying Gipsy, The Soul Bar, Alligators, We Ain’t Drink, Rico Blues band, Old Tennis Shoes, Motore Blues band |
| 29 giugno 1996 | San Severino Marche | Piazzale Smeducci a Castello al Monte | Treves Blues Band |
| 30 giugno 1996 | San Severino Marche | Piazzale Smeducci a Castello al Monte | Saffire – The Uppity Blues Women |
| 10 agosto 1996 | San Severino Marche | Piazzale Smeducci a Castello al Monte | Herbie Goins Rhythm & Blues band |

### 1997 - VI^ edizione
| Data           | Città               | Location | Line up                             |
| -------------- | ------------------- | -------- | ----------------------------------- |
| 1 luglio 1997  | San Severino Marche | - - -    | Jimmy Rogers band                   |
| 2 luglio 1997  | San Severino Marche | - - -    | Johnny Adams New Orleans All Stars  |
| 18 luglio 1997 | San Severino Marche | - - -    | Joyfull Gospel Singers              |
| 19 luglio 1997 | San Severino Marche | - - -    | Tolo Marton band plays Jimi Hendrix |

### 1998 - VII^ edizione
| Data           | Città               | Location | Line up                                 |
| -------------- | ------------------- | -------- | --------------------------------------- |
| 28 giugno 1998 | San Severino Marche | - - -    | Louisiana Red                           |
| 1 luglio 1998  | San Severino Marche | - - -    | The Soul Stirrers of Chicago            |
| 2 luglio 1998  | San Severino Marche | - - -    | Robert “Bilbo” Walker                   |
| 17 luglio 1998 | San Severino Marche | - - -    | Robin Brown & The Triumphant Delegation |
| 19 luglio 1998 | San Severino Marche | - - -    | Hiram Bullock                           |
| 26 luglio 1998 | Gagliole            | - - -    | Rosita Steal “Zida”                     |

### 1999 - VIII^ edizione
| Data           | Città               | Location | Line up                                 |
| -------------- | ------------------- | -------- | --------------------------------------- |
| 1 luglio 1999  | San Severino Marche | - - -    | Robben Ford                             |
| 2 luglio 1999  | San Severino Marche | - - -    | Sherman Robertson                       |
| 18 luglio 1999 | San Severino Marche | - - -    | Scott Henderson                         |
| 23 luglio 1999 | San Severino Marche | - - -    | Migthy Prince Singers                   |
| 25 luglio 1999 | Treia               | - - -    | Robin Brown & Morblus band              |
| 31 luglio 1999 | San Severino Marche | - - -    | Carmen Consoli                          |
| 1 agosto 1999  | Gagliole            | - - -    | Lurrie C. Bell & The Vampin’ Blues band |

### 2000 - IX^ edizione
| Data           | Città               | Location | Line up                            |
| -------------- | ------------------- | -------- | ---------------------------------- |
| 8 luglio 2000  | San Severino Marche | - - -    | Shemekia Copeland                  |
| 9 luglio 2000  | Gagliole            | - - -    | Barbara Carr & Rooband             |
| 16 luglio 2000 | San Severino Marche | - - -    | The Black & White Gospel Singers   |
| 18 luglio 2000 | San Severino Marche | - - -    | Ali Farka Touré                    |
| 23 luglio 2000 | Appignano           | - - -    | Michael Coleman & the Backbreakers |
| 27 luglio 2000 | San Severino Marche | - - -    | Mick Taylor                        |
| 30 luglio 2000 | Treia               | - - -    | Roberto Ciotti + Toto Martinez     |

### 2001 - X^ edizione
| Data           | Città               | Location | Line up         |
| -------------- | ------------------- | -------- | --------------- |
| 7 luglio 2001  | San Severino Marche | - - -    | Bill Evans      |
| 8 luglio 2001  | San Severino Marche | - - -    | Mike Stern      |
| 12 luglio 2001 | San Severino Marche | - - -    | John Mayall     |
| 15 luglio 2001 | San Severino Marche | - - -    | Popa Chubby     |
| 21 luglio 2001 | Appignano           | - - -    | Scott Henderson |
| 29 luglio 2001 | Treia               | - - -    | Andy J. Forest  |
| 4 agosto 2001  | Gagliole            | - - -    | Willie Murphy   |

### 2002 - X^ edizione
| Data           | Città               | Location | Line up                        |
| -------------- | ------------------- | -------- | ------------------------------ |
| 9 luglio 2002  | San Severino Marche | - - -    | The Blues Brothers             |
| 14 luglio 2002 | San Severino Marche | - - -    | Canned Heat                    |
| 21 luglio 2002 | Appignano           | - - -    | Hiram Bullock                  |
| 24 luglio 2002 | San Severino Marche | - - -    | Tommy Castro + Holmes Brothers |
| 25 luglio 2002 | San Severino Marche | - - -    | Stanley Jordan                 |
| 27 luglio 2002 | Treia               | - - -    | Carvin Jones                   |
| 3 agosto 2002  | Gagliole            | - - -    | Marty Hall                     |

### 2003 - XII^ edizione
| Data           | Città               | Location | Line up                              |
| -------------- | ------------------- | -------- | ------------------------------------ |
| 29 giugno 2003 | San Severino Marche | - - -    | Kelly Joe Phelps                     |
| 5 luglio 2003  | San Severino Marche | - - -    | James Taylor Quartet                 |
| 17 luglio 2003 | Civitanova Marche   | - - -    | Popa Chubby                          |
| 20 luglio 2003 | Appignano           | - - -    | Brian Auger & The Oblivion Express   |
| 26 luglio 2003 | Tolentino           | - - -    | Jorma Kaukonen                       |
| 27 luglio 2003 | San Severino Marche | - - -    | Joan Armatrading                     |
| 31 luglio 2003 | Treia               | - - -    | Eddie Martin & The Texas Blues Kings |
| 2 agosto 2003  | Gagliole            | - - -    | Willie Murphy                        |
| 5 agosto 2003  | San Severino Marche | - - -    | Pat Metheny trio                     |

### 2004 - XIII^ edizione[1]
| Data           | Città               | Location                         | Line up                           |
| -------------- | ------------------- | -------------------------------- | --------------------------------- |
| 8 luglio 2004  | San Severino Marche | Largo Palazzo Servanzi Confidati | John Hammond                      |
| 11 luglio 2004 | San Severino Marche | Largo Palazzo Servanzi Confidati | Suzanne Vega                      |
| 15 luglio 2004 | San Severino Marche | Largo Palazzo Servanzi Confidati | Dr. John                          |
| 16 luglio 2004 | San Severino Marche | Largo Palazzo Servanzi Confidati | Alvin Lee                         |
| 22 luglio 2004 | Tolentino           | Castello della Rancia            | Charlie Musselwhite               |
| 23 luglio 2004 | Pollenza            | Piazza della Libertà             | Chico Banks band                  |
| 24 luglio 2004 | Treia               | Giardino di San Michele          | Ray Wilson                        |
| 27 luglio 2004 | San Severino Marche | - - -                            | Francesco Cafiso                  |
| 1 agosto 2004  | Appignano           | Piazza Umberto I                 | Boney Fields & The Bone’s Project |
| 7 agosto 2004  | Gagliole            | Rocca G. Varano                  | Sharrie Williams & The Wiseguys   |

### 2005 - XIV^ edizione
| Data           | Città               | Location | Line up                      |
| -------------- | ------------------- | -------- | ---------------------------- |
| 7 luglio 2005  | San Severino Marche | - - -    | Matthew Lee & The Killers    |
| 8 luglio 2005  | San Severino Marche | - - -    | Eric Burdon & The Animals    |
| 13 luglio 2005 | San Severino Marche | - - -    | Incognito                    |
| 16 luglio 2005 | Appignano           | - - -    | Eugenio Finardi Anima Blues  |
| 22 luglio 2005 | Tolentino           | - - -    | Rudy Rotta & Brian Auger     |
| 24 luglio 2005 | Pollenza            | - - -    | Brenda White & Morblus band  |
| 31 luglio 2005 | Treia               | - - -    | Francine Reed & Java Monkey  |
| 5 agosto 2005  | Gagliole            | - - -    | Elizabeth Reed & Jaime Dolce |
| 6 agosto 2005  | San Severino Marche | - - -    | Funk Off                     |

### 2006 - XV^ edizione
| Data           | Città               | Location | Line up                                     |
| -------------- | ------------------- | -------- | ------------------------------------------- |
| 20 luglio 2006 | San Severino Marche | - - -    | Ronnie Baker Brooks + Frank Hammond quartet |
| 21 luglio 2006 | San Severino Marche | - - -    | Eric Sardinas + Oscar Bauer & Lupo          |
| 22 luglio 2006 | San Severino Marche | - - -    | Stewart Copeland Gizmo + Corey Harris       |
| 23 luglio 2006 | Pollenza            | - - -    | Lil’Brian & The Zydeco Travelers            |
| 27 luglio 2006 | Tolentino           | - - -    | Thornetta Davis                             |
| 29 luglio 2006 | Appignano           | - - -    | Davide Van De Sfroos                        |
| 30 luglio 2006 | Treia               | - - -    | Big Bill Morganfield                        |
| 5 agosto 2006  | Gagliole            | - - -    | Matthew Lee                                 |

2006 - I^ edizione Winter
| Data             | Città               | Location | Line up                                        |
| ---------------- | ------------------- | -------- | ---------------------------------------------- |
| 16 dicembre 2006 | Loreto              | - - -    | Voices Of Deliverance Gospel Choir             |
| 25 dicembre 2006 | Pollenza            | - - -    | The Inspirational Gospel Singers               |
| 26 dicembre 2006 | San Severino Marche | - - -    | Bridgette Campbell & Windy City Gospel Choir   |
| 27 dicembre 2006 | Tolentino           | - - -    | Earl Bynum & As We Are Gospel                  |
| 30 dicembre 2006 | Gagliole            | - - -    | Markey Montague & The New Felloship Ministries |

### 2007 - XVI^ edizione
| Data           | Città               | Location                                       | Line up                          |
| -------------- | ------------------- | ---------------------------------------------- | -------------------------------- |
| 2 luglio 2007  | San Severino Marche | Piazza del popolo                              | Patti Smith & Her Band           |
| 15 luglio 2007 | Pollenza            | Piazza della Libertà                           | John Broadway Tucker             |
| 20 luglio 2007 | San Severino Marche | Piazza del popolo                              | Joe Bonamassa                    |
| 20 luglio 2007 | San Severino Marche | Piazzale Smeducci a Castello al Monte          | Giovanni Seneca e Luca Violini   |
| 21 luglio 2007 | San Severino Marche | - - -                                          | Larry Carlton meets Robben Ford  |
| 21 luglio 2007 | San Severino Marche | Chiostro del Duomo Vecchio - Castello al Monte | Paolo Sereno                     |
| 22 luglio 2007 | San Severino Marche | Castello di Pitino                             | Sugar Blue                       |
| 27 luglio 2007 | Tolentino           | Castello della Rancia                          | Sista Monica Parker              |
| 28 luglio 2007 | Appignano           | Piazza Umberto I                               | Walter Wolfman Washington        |
| 29 luglio 2007 | Treia               | Giardino di S. Michele                         | Michael Powers                   |
| 5 agosto 2007  | Gagliole            | Rocca G. Varano                                | Boz Brozman + Oscar Bauer & Lupo |

2007 - II^ edizione Winter
| Data             | Città               | Location | Line up                         |
| ---------------- | ------------------- | -------- | ------------------------------- |
| 15 dicembre 2007 | Loreto              | - - -    | Virginia Mass Choir             |
| 22 dicembre 2007 | Mogliano            | - - -    | Terri McConnell                 |
| 25 dicembre 2007 | Pollenza            | - - -    | The Relatives                   |
| 26 dicembre 2007 | San Severino Marche | - - -    | Donald Woods & His People       |
| 28 dicembre 2007 | Gagliole            | - - -    | Larry Jones & “Whit One Accord” |
| 29 dicembre 2007 | Treia               | - - -    | Michael W. Smith                |

### 2008 - XVII^ edizione
| Data           | Città               | Location | Line up                           |
| -------------- | ------------------- | -------- | --------------------------------- |
| 4 luglio 2008  | San Severino Marche | - - -    | The Niro                          |
| 5 luglio 2008  | San Severino Marche | - - -    | Giua + Danny Bryant band          |
| 7 luglio 2008  | San Severino Marche | - - -    | Alice Ricciardi + Joe Jackson     |
| 11 luglio 2008 | Tolentino           | - - -    | Petra Magoni e Ferruccio Spinetti |
| 19 luglio 2008 | San Severino Marche | - - -    | Andy Timmons                      |
| 26 luglio 2008 | Appignano           | - - -    | Carlos Johnson                    |
| 27 luglio 2008 | Treia               | - - -    | Eric Steckel & CTB                |
| 1 agosto 2008  | Pollenza            | - - -    | Ana Popovic                       |
| 2 agosto 2008  | Gagliole            | - - -    | Roberto Luti e Andy J. Forest     |
| 3 agosto 2008  | Castelraimondo      | - - -    | Raphael Gualazzi                  |

2008/09 - III^ edizione Winter
| Data                    | Città               | Location | Line up                               |
| ----------------------- | ------------------- | -------- | ------------------------------------- |
| 20 dicembre 2008        | Loreto              | - - -    | Spirit of New Orleans                 |
| 26 dicembre 2008        | San Severino Marche | - - -    | Voices of Deliverance                 |
| 27 dicembre 2008        | Treia               | - - -    | Stevenson Clark & The Memphis Singers |
| 28 dicembre 2008        | Gagliole            | - - -    | Diago Johnson “Grace And Mercy”       |
| 03 gennaio 2009         | Treia               | - - -    | Matthew Lee meets Pippo Guarnera      |
| 16 dicembregennaio 2009 | Tolentino           | - - -    | Raphael Gualazzi                      |

### 2009 - XVIII^ edizione[2]
| Data           | Città               | Location                         | Line up                        |
| -------------- | ------------------- | -------------------------------- | ------------------------------ |
| 9 luglio 2009  | San Severino Marche | Largo Servanzi Confidati         | Joan As Police                 |
| 10 luglio 2009 | San Severino Marche | Largo Servanzi Confidati         | Vasti Jackson                  |
| 11 luglio 2009 | San Severino Marche | Largo Servanzi Confidati         | ZZ King & The Real Blues Alley |
| 12 luglio 2009 | San Severino Marche | Largo Servanzi Confidati         | Otis Taylor                    |
| 22 luglio 2009 | Pollenza            | Piazza della Libertà             | Diunna Greenleaf & Blue Mercy  |
| 24 luglio 2009 | Treia               | Giardino Convento di San Michele | Matt Schofield                 |
| 29 luglio 2009 | Castelraimondo      | Piazza della Repubblica          | Eric Steckel & CTB             |
| 31 luglio 2009 | Gagliole            | Rocca Varano                     | CocoManhattan Revolution       |

2009/10 - IV^ edizione Winter
| Data             | Città               | Location | Line up                              |
| ---------------- | ------------------- | -------- | ------------------------------------ |
| 19 dicembre 2009 | Loreto              | - - -    | Lemmie Battles & Virginia Mass Choir |
| 20 dicembre 2009 | Tolentino           | - - -    | Snowy White Blues Project            |
| 25 dicembre 2009 | San Severino Marche | - - -    | Harlem Gospel Choir                  |
| 26 dicembre 2009 | Pollenza            | - - -    | Wanda Trent-Phillips & Purpose       |
| 05 gennaio 2010  | Treia               | - - -    | CocoManhattan Revolution             |

### 2010 - XIX^ edizione[3]
| Data           | Città               | Location                              | Line up                           |
| -------------- | ------------------- | ------------------------------------- | --------------------------------- |
| 21 luglio 2010 | Pollenza            | Piazza della Libertà                  | Michael Burks                     |
| 22 luglio 2010 | San Severino Marche | Piazzale Smeducci a Castello al Monte | Ruthie Foster                     |
| 23 luglio 2010 | San Severino Marche | Piazzale Smeducci a Castello al Monte | Badly Drawn Boy                   |
| 27 luglio 2010 | San Severino Marche | Largo Palazzo Servanzi Confidati      | Earl Thomas & The Kings of Rhythm |
| 29 luglio 2010 | Treia               | Giardino Convento di San Michele      | Eric Bibb                         |
| 1 agosto 2010  | Castelraimondo      | Castello di Lanciano                  | Bob Brozman                       |
| 5 agosto 2010  | Cingoli             | Piazza del Risorgimento               | Raphael Gualazzi                  |
| 7 agosto 2010  | Gagliole            | Rocca G. Varano                       | Welcome To The Django quartet     |

2010/11 - V^ edizione Winter
| Data             | Città               | Location | Line up                                            |
| ---------------- | ------------------- | -------- | -------------------------------------------------- |
| 3 dicembre 2010  | Tolentino           | - - -    | Randy Hansen guest Leon Hendrix                    |
| 4 dicembre 2010  | Treia               | - - -    | Ian Segal                                          |
| 18 dicembre 2010 | Loreto              | - - -    | The Anthony Morgan’s Inspirational Choir of Harlem |
| 25 dicembre 2010 | San Severino Marche | - - -    | Chicago Mass Choir                                 |
| 26 gennaio 2010  | Pollenza            | - - -    | Earl Bynum & As We Are feat. Cora Armstrong        |

### 2011 - XX^ edizione[4]
| Data             | Città               | Location                 | Line up                    |
| ---------------- | ------------------- | ------------------------ | -------------------------- |
| 14 luglio 2011   | Pollenza            | Piazza della libertà     | Mark Zitti e i fratelli    |
| 15 luglio 2011   | San Severino Marche | Piazza del popolo        | Raphael Gualazzi           |
| 16 luglio 2011   | San Severino Marche | Piazza del popolo        | Musica Nuda                |
| 17 luglio 2011   | San Severino Marche | Piazza del popolo        | Randy Hansen               |
| 21 luglio 2011   | Pollenza            | Piazza della libertà     | Dana Fuchs                 |
| 22 luglio 2011   | Tolentino           | Piazza San Nicola        | Carlot-ta                  |
| 23 luglio 2011   | Jesi                | Cortile dell'Appannaggio | Joe Robinson trio          |
| 28 luglio 2011   | Castelfidardo       | Piazzale Don Minzoni     | McKinley Moore             |
| 4 agosto 2011    | Treia               | Giardino di San Michele  | Jaime Dolce                |
| 5 agosto 2011    | Gagliole            | Rocca G. Varano          | Antonio Del Sordo          |
| 12 agosto 2011   | Jesi                | Cortile dell'Appannaggio | Tingvall trio              |
| 15 agosto 2011   | Cingoli             | Piazza Vittorio Emanuele | Matthew Lee                |
| 7 settembre 2011 | Maiolati Spontini   | Piazza Kennedy           | Zibba & Almalibre Maiolati |

2011/12 - VI^ edizione Winter
| Data             | Città               | Location | Line up                         |
| ---------------- | ------------------- | -------- | ------------------------------- |
| 13 dicembre 2011 | Pollenza            | - - -    | Ronnie Baker Brooks             |
| 25 dicembre 2011 | Pollenza            | - - -    | Larry Jones & “Whit One Accord” |
| 5 dicembre 2011  | San Severino Marche | - - -    | Matthew Lee Big Band            |
| 8 dicembre 2011  | Cingoli             | - - -    | Franco Morone                   |
| 13 gennaio 2012  | Tolentino           | - - -    | Jaime Dolce & Innersole         |
| 2 marzo 2012     | Tolentino           | - - -    | The Bumps                       |

### 2012 - XXI^ edizione[5]
| Data           | Città               | Location                             | Line up                                |
| -------------- | ------------------- | ------------------------------------ | -------------------------------------- |
| 13 luglio 2012 | Pollenza            | Piazza della Libertà                 | Demetria Taylor & Luca Giordano band   |
| 19 luglio 2012 | Pollenza            | Piazza della Libertà                 | Mason Casey                            |
| 22 luglio 2012 | San Severino Marche | Largo Palazzo Servanzi Confidati     | Frank Ricci + Eric Johnson             |
| 28 luglio 2012 | San Severino Marche | Largo Palazzo Servanzi Confidati     | Royal Southern Brotherhood             |
| 29 luglio 2012 | San Severino Marche | Piazza del Popolo                    | Jon Regen                              |
| 3 agosto 2012  | Maiolati Spontini   | Piazzale della Biblioteca la Fornace | Bob Brozman                            |
| 15 agosto 2012 | Cingoli             | Piazza Vittorio Emanuele II          | Eric Guitar Davis & Luca Giordano band |
| 24 agosto 2012 | Tolentino           | Terme di Santa Lucia                 | Matthew Lee                            |

2012/13 - VII^ edizione Winter
| Data             | Città               | Location | Line up                                           |
| ---------------- | ------------------- | -------- | ------------------------------------------------- |
| 25 dicembre 2012 | San Severino Marche | - - -    | Hebano duo + Talk of Da Town                      |
| 26 dicembre 2012 | Pollenza            | - - -    | Sonya McGuire Gospel Ensemble                     |
| 4 gennaio 2013   | Cingoli             | - - -    | Matthew Lee Quintet                               |
| 1 febbraio 2013  | Tolentino           | - - -    | Rockin’ Johnny feat. Luca Giordano & Quique Gomez |
| 13 marzo 2013    | Tolentino           | - - -    | Bob Stroger with Luca Giordano band               |

### 2013 - XXII^ edizione
| Data           | Città               | Location | Line up                                                                  |
| -------------- | ------------------- | -------- | ------------------------------------------------------------------------ |
| 13 luglio 2013 | San Severino Marche | - - -    | Tommy Emmanuel                                                           |
| 14 luglio 2013 | San Severino Marche | - - -    | Roland Tchakounté                                                        |
| 17 luglio 2013 | Pollenza            | - - -    | Eric Guitar Davis & Luca Giordano band                                   |
| 26 luglio 2013 | Tolentino           | - - -    | Sax Gordon International Soul Caravan with Raphael Wressnig & Igor Prado |
| 27 luglio 2013 | San Severino Marche | - - -    | Junior Watson & Red Wagons                                               |
| 10 agosto 2013 | Gagliole            | - - -    | Franco Morone meets Raffaella Luna                                       |
| 14 agosto 2013 | Cingoli             | - - -    | Colours Jazz Orchestra with Ginger Brew                                  |
| 15 agosto 2013 | Cingoli             | - - -    | Stan Skibby                                                              |

2013/14 - VII^ edizione Winter
| Data             | Città               | Location | Line up                                |
| ---------------- | ------------------- | -------- | -------------------------------------- |
| 25 dicembre 2013 | Pollenza            | - - -    | Michael M. Smith & Gospel Friends      |
| 28 dicembre 2013 | San Severino Marche | - - -    | The Mount Unity Gospel Choir           |
| 29 dicembre 2013 | Cingoli             | - - -    | Linda Valori & Luca Giordano           |
| 31 gennaio 2014  | Tolentino           | - - -    | Quique Gomez & Luca Giordano           |
| 21 febbraio 2014 | Tolentino           | - - -    | Jerry Dugger trio                      |
| 22 marzo 2014    | Tolentino           | - - -    | Charles Mack & Luca Giordano band band |
| 3 maggio 2014    | Tolentino           | - - -    | Kyla Brox                              |

### 2014 - XXIII^ edizione[6]
| Data           | Città               | Location                             | Line up                                             |
| -------------- | ------------------- | ------------------------------------ | --------------------------------------------------- |
| 3 luglio 2014  | San Severino Marche | Piazza del Popolo                    | Moreland & Arbuckle                                 |
| 10 luglio 2014 | Pollenza            | Piazza della Libertà                 | Roland Tchakounté                                   |
| 11 luglio 2014 | San Severino Marche | Ristorante Da Piero                  | M.P.G. duo                                          |
| 16 luglio 2014 | San Severino Marche | Largo Palazzo Servanzi Confidati     | Ana Popovic                                         |
| 17 luglio 2014 | Tolentino           | Terme di Santa Lucia                 | Bob Stroger & Luca Giordano band feat. Quique Gomez |
| 19 luglio 2014 | San Severino Marche | Largo Palazzo Servanzi Confidati     | Frank Ricci feat. Stuart Hamm                       |
| 20 agosto 2014 | San Severino Marche | Largo Palazzo Servanzi Confidati     | Luke Winslow King                                   |
| 27 agosto 2014 | San Severino Marche | Castello di Serralta                 | Big Daddy Wilson                                    |
| 2 agosto 2014  | Maiolati Spontini   | Piazzale della Biblioteca la Fornace | Mighty Mo Rodgers                                   |
| 9 agosto 2014  | Cupramontana        | Piazza IV Novembre                   | Francesco Pìu duo                                   |
| 10 agosto 2014 | Gagliole            | Rocca dei Varano                     | St. Mud Avenue                                      |
| 15 agosto 2014 | Cingoli             | Piazza Vittorio Emanuele II          | Sax Gordon & Luca Giordano band                     |
| 30 agosto 2014 | Nocera Umbra        | Piazza Capreracon                    | Kyla Brox                                           |

2014/15 - IX^ edizione Winter
| Data             | Città               | Location | Line up                                    |
| ---------------- | ------------------- | -------- | ------------------------------------------ |
| 29 novembre 2014 | Maiolati Spontini   | - - -    | Rudy Rotta                                 |
| 25 dicembre 2014 | Pollenza            | - - -    | 4Love Gospel Ensemble                      |
| 27 dicembre 2014 | San Severino Marche | - - -    | Kevin Lemons & Higher Calling Gospel Choir |
| 28 dicembre 2014 | Cingoli             | - - -    | Frank McComb                               |
| 15 gennaio 2015  | Tolentino           | - - -    | Luke Winslow King                          |
| 6 febbraio 2015  | Tolentino           | - - -    | Alex Haynes                                |
| 6 marzo 2015     | Tolentino           | - - -    | Kenny Brawner trio                         |
| 28 marzo 2015    | Pollenza            | - - -    | Matthew Lee                                |
| 17 aprile 2015   | Tolentino           | - - -    | Ronnie Hicks                               |
| 30 maggio 2015   | San Severino Marche | - - -    | Randolph Matthews                          |

### 2015 - XXIV^ edizione
| Data           | Città               | Location | Line up                                               |
| -------------- | ------------------- | -------- | ----------------------------------------------------- |
| 19 giugno 2015 | Pollenza            | - - -    | The Varnellis                                         |
| 4 luglio 2015  | San Severino Marche | - - -    | The Varnellis & Cadilluck + Homemade Jamz Blues Band  |
| 5 luglio 2015  | San Severino Marche | - - -    | Robben Ford                                           |
| 9 luglio 2015  | Pollenza            | - - -    | St. Mud Avenue                                        |
| 12 luglio 2015 | San Severino Marche | - - -    | Frankie Chavez                                        |
| 16 luglio 2015 | Pollenza            | - - -    | Sugaray Rayford & Luca Giordano band feat. Sax Gordon |
| 19 luglio 2015 | San Severino Marche | - - -    | Mike Zito & The Whell                                 |
| 23 luglio 2015 | San Severino Marche | - - -    | The Reverend & The Lady                               |
| 2 agosto 2015  | Apiro               | - - -    | Dirty Cello                                           |
| 8 agosto 2015  | Cupramontana        | - - -    | Krissy Matthews                                       |
| 15 agosto 2015 | Cingoli             | - - -    | Danny Bronzini                                        |
| 20 agosto 2015 | Gagliole            | - - -    | Frank Ricci Group                                     |
| 29 agosto 2015 | Maiolati Spontini   | - - -    | Ronnie Jones & The Nite Life                          |

2015/16 - X^ edizione Winter
| Data             | Città               | Location | Line up                               |
| ---------------- | ------------------- | -------- | ------------------------------------- |
| 13 novembre 2015 | Tolentino           | - - -    | Mighty Mo Rodgers feat. Luca Giordano |
| 28 novembre 2015 | Maiolati Spontini   | - - -    | Franco Morone guest Raffaella Luna    |
| 4 dicembre 2015  | Tolentino           | - - -    | Luca Giordano band                    |
| 25 dicembre 2015 | Pollenza            | - - -    | Markey Montague & The Fellowship      |
| 26 dicembre 2015 | Matelica            | - - -    | Gospel Inspiration                    |
| 27 dicembre 2015 | San Severino Marche | - - -    | South Carolina Gospel Mass Choir      |
| 22 gennaio 2016  | Tolentino           | - - -    | Ronnie Jones & The Nite Life          |
| 27 febbraio 2016 | Matelica            | - - -    | Frankie Chavez                        |
| 5 marzo 2016     | Tolentino           | - - -    | Sharon Lewis & Luca Giordano band     |
| 1 aprile 2016    | Matelica            | - - -    | Frank Ricci & Alphonso Johnson        |
| 16 aprile 2016   | Tolentino           | - - -    | Jerry Dugger                          |

### 2016 - XXV^ edizione
| Data           | Città               | Location | Line up                              |
| -------------- | ------------------- | -------- | ------------------------------------ |
| 9 luglio 2016  | Pollenza            | - - -    | Lurrie Bell                          |
| 20 luglio 2016 | Pollenza            | - - -    | Daniele Tenca                        |
| 21 luglio 2016 | Matelica            | - - -    | Moreland & Arbuckle                  |
| 27 luglio 2016 | San Severino Marche | - - -    | Nine Below Zero                      |
| 28 luglio 2016 | Gagliole            | - - -    | James & Black                        |
| 2 agosto 2016  | Treia               | - - -    | Miss Eliana                          |
| 8 agosto 2016  | Cupramontana        | - - -    | Demian Dominguez                     |
| 15 agosto 2016 | Cingoli             | - - -    | Nora Jean Bruso & Luca Giordano band |

2016/17 - XI^ edizione Winter
| Data             | Città               | Location | Line up                            |
| ---------------- | ------------------- | -------- | ---------------------------------- |
| 10 dicembre 2016 | Tolentino           | - - -    | James & Black                      |
| 25 dicembre 2016 | Pollenza            | - - -    | Serenity Singers Gospel Ensemble   |
| 27 dicembre 2016 | Matelica            | - - -    | Louisiana Psalmist Gosepl Ensemble |
| 28 dicembre 2016 | San Severino Marche | - - -    | The Mounty Unity Gospel Choir      |
| 28 gennaio 2017  | Tolentino           | - - -    | Ronnie Hicks                       |
| 18 febbraio 2017 | Tolentino           | - - -    | Kenny Brawner                      |
| 4 marzo 2017     | Matelica            | - - -    | Ivan Mazuze                        |
| 18 marzo 2017    | Pollenza            | - - -    | Randolph Matthews                  |
| 1 aprile 2017    | Tolentino           | - - -    | Kirk Fletcher & Dani Franchi band  |
| 8 aprile 2017    | Matelica            | - - -    | Demian Dominguez                   |

### 2017 - XXVI^ edizione
| Data           | Città               | Location | Line up                         |
| -------------- | ------------------- | -------- | ------------------------------- |
| 2 luglio 2017  | San Severino Marche | - - -    | Zac Harmon                      |
| 13 luglio 2017 | Pollenza            | - - -    | Mike Zito band                  |
| 18 luglio 2017 | San Severino Marche | - - -    | Frankie Chavez                  |
| 22 luglio 2017 | Cupramontana        | - - -    | Andy J Forest band              |
| 23 luglio 2017 | Pollenza            | - - -    | Slick Steve & The Gangsters     |
| 27 luglio 2017 | San Severino Marche | - - -    | Empathia duo meets Art Hirahara |
| 2 agosto 2017  | Treia               | - - -    | Francesco Pìu band              |
| 6 agosto 2017  | Gagliole            | - - -    | Elisabetta Maulo & Roberto Luti |
| 15 agosto 2017 | Cingoli             | - - -    | Chris Cain & Luca Giordano band |
| 31 agosto 2017 | San Severino Marche | - - -    | Carlos Johnson                  |

2017/18 - XII^ edizione Winter
| Data             | Città               | Location | Line up                                        |
| ---------------- | ------------------- | -------- | ---------------------------------------------- |
| 25 novembre 2017 | Macerata            | - - -    | Zac Harmonv                                    |
| 2 dicembre 2017  | Maiolati Spontini   | - - -    | Superdownhome                                  |
| 25 dicembre 2017 | Pollenza            | - - -    | Tammy McCann & The Voices of Glory             |
| 26 dicembre 2017 | Matelica            | - - -    | The Followers of Christ                        |
| 29 gennaio 2017  | San Severino Marche | - - -    | Markey Montague & The Salem Baptist Mass Choir |
| 1 gennaio 2018   | Corridonia          | - - -    | The Charleston Gospel Singers                  |
| 3 febbraio 2018  | Macerata            | - - -    | Luca Giordano band                             |
| 10 marzo 2018    | Matelica            | - - -    | Neil Zaza                                      |
| 17 marzo 2018    | Matelica            | - - -    | James & Black Soultet                          |
| 21 aprile 2018   | Macerata            | - - -    | Guy King & Luca Giordano band                  |

### 2018 - XXVII^ edizione
| Data             | Città               | Location | Line up                                             |
| ---------------- | ------------------- | -------- | --------------------------------------------------- |
| 7 luglio 2018    | San Severino Marche | - - -    | Joe Louis Walker                                    |
| 11 luglio 2018   | Pollenza            | - - -    | Andy J. Forest & Roberto Luti                       |
| 16 luglio 2018   | Pollenza            | - - -    | Soul Fire of South Carolina                         |
| 20 luglio 2018   | Corridonia          | - - -    | Zac Harmon                                          |
| 21 luglio 2018   | Cupramontana        | - - -    | Slick Steve & The Gangsters                         |
| 22 luglio 2018   | San Severino Marche | - - -    | Superdownhome + Popa Chubby                         |
| 26 luglio 2018   | San Severino Marche | - - -    | Chris Cain & Carlos Johnson with Luca Giordano band |
| 27 luglio 2018   | Pieve Torina        | - - -    | Leburn Maddox                                       |
| 1 agosto 2018    | Treia               | - - -    | Giles Robson                                        |
| 11 agosto 2018   | Gagliole            | - - -    | Ilaria Graziano & Francesco Forni                   |
| 15 agosto 2018   | Cingoli             | - - -    | Krissy Matthews                                     |
| 1 settembre 2018 | Maiolati Spontini   | - - -    | Big Daddy Wilson                                    |

2018/19 - XIII^ edizione Winter
| Data             | Città               | Location | Line up                            |
| ---------------- | ------------------- | -------- | ---------------------------------- |
| 25 dicembre 2018 | Pollenza            | - - -    | The Anoited Believers Gospel Group |
| 26 dicembre 2018 | Matelica            | - - -    | James Patterson Gospel Group       |
| 29 dicembre 2018 | San Severino Marche | - - -    | Dennis Reed & GAP Gospel Choir     |
| 1 gennaio 2019   | San Severino Marche | - - -    | Sara Zaccarelli Nu Band            |
| 19 gennaio 2019  | Corridonia          | - - -    | Eric B Turner & The Soul Doctor    |
| 16 febbraio 2019 | Tolentino           | - - -    | Betta Blues Society                |
| 9 marzo 2019     | Tolentino           | - - -    | Ilaria Graziano & Francesco Forni  |
| 23 marzo 2019    | Tolentino           | - - -    | Giles Robson                       |
| 6 aprile 2019    | Matelica            | - - -    | Chris Cain & Luca Giordano         |
| 11 maggio 2019   | Tolentino           | - - -    | Linda Valori & The Goosebump Bros  |

### 2019 - XXVIII^ edizione
| Data             | Città               | Location | Line up                            |
| ---------------- | ------------------- | -------- | ---------------------------------- |
| 5 luglio 2019    | San Severino Marche | - - -    | Gunter Hotel                       |
| 6 luglio 2019    | San Severino Marche | - - -    | Treves Blues Band                  |
| 11 luglio 2019   | Pollenza            | - - -    | Khalif Wailin Walter               |
| 12 luglio 2019   | Corridonia          | - - -    | Matt Schofield                     |
| 18 luglio 2019   | Pollenza            | - - -    | Superdownhome                      |
| 19 luglio 2019   | San Severino Marche | - - -    | Eric Gales                         |
| 20 luglio 2019   | Cupramontana        | - - -    | Tom Attah                          |
| 21 luglio 2019   | San Severino Marche | - - -    | Joanna Connor                      |
| 31 luglio 2019   | Treia               | - - -    | Betta Blues Society                |
| 10 agosto 2019   | Gagliole            | - - -    | Mafalda Minnozzi & Paul Ricci      |
| 15 agosto 2019   | Cingoli             | - - -    | Sara Zaccarelli & The Backbeat     |
| 1 settembre 2019 | Maiolati Spontini   | - - -    | Linda Valori & The Goosebumps Bros |

2019/20 - XIV^ edizione Winter
| Data             | Città               | Location | Line up                             |
| ---------------- | ------------------- | -------- | ----------------------------------- |
| 30 novembre 2019 | Tolentino           | - - -    | Charles Mack                        |
| 25 dicembre 2019 | Pollenza            | - - -    | Virginia Gospel Ensemble            |
| 26 dicembre 2019 | Matelica            | - - -    | Mildred Daniels & The Gospel Voices |
| 28 dicembre 2019 | San Severino Marche | - - -    | The Charleston Gospel Choir         |
| 1 gennaio 2020   | Corridonia          | - - -    | Francesco Più band                  |
| 25 gennaio 2020  | Tolentino           | - - -    | Lebourn Maddox                      |
| 15 febbraio 2020 | Matelica            | - - -    | Nine Below Zero                     |

### 2020 - XXIX^ edizione
| Data           | Città               | Location | Line up                            |
| -------------- | ------------------- | -------- | ---------------------------------- |
| 18 luglio 2019 | Cupramontana        | - - -    | Max De Bernardi & Veronica Sbergia |
| 19 luglio 2019 | San Severino Marche | - - -    | Sara Zaccarelli Nu Band            |
| 24 luglio 2019 | Matelica            | - - -    | Jaime Dolce & Innersole            |
| 25 luglio 2019 | San Severino Marche | - - -    | Kirk Fletcher                      |
| 26 luglio 2019 | Corridonia          | - - -    | Noreda Graves band                 |
| 31 luglio 2019 | Pollenza            | - - -    | The Groovy Brotherhood             |
| 1 agosto 2019  | San Severino Marche | - - -    | Band of Friends                    |
| 7 agosto 2019  | Gagliole            | - - -    | Cek Franceschetti                  |
| 8 agosto 2019  | Corridonia          | - - -    | Linda Valori                       |
| 12 agosto 2019 | San Severino Marche | - - -    | Maurizio Matt                      |
| 15 agosto 2019 | Cingoli             | - - -    | Sugar Blue                         |

### 2021 - XXX^ edizione
| Data             | Città               | Location | Line up                            |
| ---------------- | ------------------- | -------- | ---------------------------------- |
| 25 giugno 2021   | San Severino Marche | - - -    | Sugar Blue                         |
| 28 giugno 2021   | Corridonia          | - - -    | Matthew Lee feat. Gennaro Porcelli |
| 18 luglio 2021   | Pollenza            | - - -    | Kirk Fletcher                      |
| 24 luglio 2021   | San Severino Marche | - - -    | Miramar Frankie Chavez & Peixe     |
| 31 luglio 2021   | Corridonia          | - - -    | Big Daddy Wilson                   |
| 4 agosto 2021    | Corridonia          | - - -    | Betta Blues Society                |
| 6 agosto 2021    | San Severino Marche | - - -    | Laura Cox                          |
| 12 agosto 2021   | Gagliole            | - - -    | Mafalda Minnozzi with Paul Ricci   |
| 14 agosto 2021   | Matelica            | - - -    | Shanna Waterstown                  |
| 15 agosto 2021   | Cingoli             | - - -    | Linda Valori jazz sextet           |
| 1 settembre 2021 | San Severino Marche | - - -    | Luke Winslow King & Roberto Luti   |

2020/21 - XV^ edizione Winter
| Data             | Città               | Location | Line up                             |
| ---------------- | ------------------- | -------- | ----------------------------------- |
| 19 dicembre 2021 | Pollenza            | - - -    | Virginia Gospel Ensemble            |
| 25 dicembre 2021 | Matelica            | - - -    | Mildred Daniels & The Gospel Voices |
| 26 dicembre 2021 | San Severino Marche | - - -    | The Charleston Gospel Choir         |

### 2022 - XXXI^ edizione[7]
| Data             | Città               | Location                         | Line up                                 |
| ---------------- | ------------------- | -------------------------------- | --------------------------------------- |
| 10 luglio 2022   | San Severino Marche | Largo Palazzo Servanzi Confidati | Eric Gales                              |
| 12 luglio 2022   | Pollenza            | Piazza della Libertà             | Nick Becattini                          |
| 16 luglio 2022   | Tolentino           | Contrada Bura                    | Andy J. Forest                          |
| 30 luglio 2022   | Esanatoglia         | Castello Malcavalca              | Henry & The Screamers                   |
| 4 agosto 2022    | Treia               | - - -                            | Jaime Dolce’s Innersole                 |
| 5 agosto 2022    | Cupramontana        | Piazza Cavour                    | Cek & The Stompers                      |
| 6 agosto 2022    | San Severino Marche | Piazza del Popolo                | Neal Black & The Healers                |
| 10 agosto 2022   | Cingoli             | Piazza Vittorio Emanuele II      | Noreda Graves                           |
| 11 agosto 2022   | Gagliole            | Centro storico                   | Max De Bernardi & Veronica Sbergia      |
| 14 agosto 2022   | Matelica            | Piazzale Gerani                  | Martín Burguez                          |
| 21 agosto 2022   | San Severino Marche | Largo Palazzo Servanzi Confidati | Vasti Jackson & The Mississippi Trinity |
| 3 settembre 2022 | Maiolati Spontini   | - - -                            | Sugar Blue                              |

2022 - XVI^ edizione Winter
| Data             | Città               | Location | Line up              |
| ---------------- | ------------------- | -------- | -------------------- |
| 7 dicembre 2022  | Pollenza            | - - -    | Luca Stricagnoli     |
| 18 dicembre 2022 | Monte San Giusto    | - - -    | Gospel Voices Family |
| 21 dicembre 2022 | San Severino Marche | - - -    | Brent Jones Gospel   |
| 26 dicembre 2022 | Matelica            | - - -    | The Gospel Times     |

### 2023 - XXXII^ edizione[8]
| Data           | Città               | Location                      | Line up                                  |
| -------------- | ------------------- | ----------------------------- | ---------------------------------------- |
| 20 maggio 2023 | San Severino Marche | Palasport septempedano        | Fantastic Negrito                        |
| 14 luglio 2023 | Pollenza            | Piazza della Libertà          | Chris Cain band                          |
| 21 luglio 2023 | San Severino Marche | Castello al Monte             | Carolyn Wonderland                       |
| 22 luglio 2023 | San Severino Marche | Castello al Monte             | Nikki Hill                               |
| 23 luglio 2023 | San Severino Marche | Castello al Monte             | The Rootworkers + The Italian Blues Band |
| 29 luglio 2023 | Esanatoglia         | Borgo del Castello Malcavalca | Todd Day Wait & The Dukes                |
| 4 agosto 2023  | Cupramontana        | Piazza Cavour                 | Giles Robson                             |
| 10 agosto 2023 | Cingoli             | Piazza Vittorio Emanuele II   | Superdownhome feat Nine Below Zero       |
| 12 agosto 2023 | Gagliole            | Castello Varano               | Luca Giordano band                       |
| 14 agosto 2023 | Matelica            | Piazza Gerani                 | Kellie Rucker & Frank Hammond 4tet       |

2023 - XVII^ edizione Winter
| Data             | Città               | Location | Line up                    |
| ---------------- | ------------------- | -------- | -------------------------- |
| 22 dicembre 2022 | San Severino Marche | - - -    | Michael Brown & F.O.C.U.S. |
| 26 dicembre 2022 | Matelica            | - - -    | The Serenity Singers       |

### 2024 - XXXIII^ edizione[9]
| Data           | Città               | Location             | Line up                         |
| -------------- | ------------------- | -------------------- | ------------------------------- |
| 14 luglio 2024 | Pollenza            | Piazza della Libertà | Leon Beal & Luca Giordano Band  |
| 18 luglio 2024 | San Severino Marche | Castello al Monte    | Bob Malone Bluetime Blues Band  |
| 19 luglio 2024 | San Severino Marche | Castello al Monte    | Treves Blues Band               |
| 20 luglio 2024 | San Severino Marche | Castello al Monte    | Selwyn Birchwood                |
| 21 luglio 2024 | San Severino Marche | Castello al Monte    | The Cinelli Brothers            |
| 27 agosto 2024 | Esanatoglia         | - - -                | Diane Blue                      |
| 9 agosto 2024  | Gagliole            | - - -                | Davide Speranza & Step Out Blue |
| 10 agosto 2024 | Cingoli             | - - -                | Ian Siegal                      |
| 14 agosto 2024 | Matelica            | - - -                | Noreda Graves                   |